# Svanmyrtjärnen
Svanmyrtjärnen är en sjö i Malå kommun i Lappland och ingår i Skellefteälvens huvudavrinningsområde. Sjön har en area på 0,0691 kvadratkilometer och ligger 304 meter över havet.

## Delavrinningsområde
Svanmyrtjärnen ingår i det delavrinningsområde (723466-165374) som SMHI kallar för Mynnar i Skäppträskån. Medelhöjden är 306 meter över havet och ytan är 17,07 kvadratkilometer. Räknas de 2 avrinningsområdena uppströms in blir den ackumulerade arean 29,56 kvadratkilometer. Svanmyrbäcken som avvattnar avrinningsområdet har biflödesordning 4, vilket innebär att vattnet flödar genom totalt 4 vattendrag innan det når havet efter 131 kilometer. Avrinningsområdet består mestadels av skog (64 procent) och sankmarker (33 procent). Avrinningsområdet har 0,33 kvadratkilometer vattenytor vilket ger det en sjöprocent på 1,9 procent.